# Rogério Ceni
Rogério Mücke Ceni, azaz Rogério Ceni (Pato Branco, 1973. január 22. –)  brazil kapus. Pályafutása során csak a São Paulo csapatának kapuját védte és 1256 mérkőzésen 129 találatot jegyzett, így a futballtörténelem jelenleg legeredményesebb portása. A 100. gólját egy Corinthians elleni rangadón szerezte szabadrúgásból.

## Pályafutása
Paraná állam, Pato Branco településének szülötte. Junior éveit a Sinop FC csapatánál töltötte.

### São Paulo
17 évesen, 1990-ben csatlakozott a São Paulo keretéhez.
Első hat szezonjában a csapat második, vagy harmadik számú hálóőreként számítottak rá, az 1997-es szezonban, a legendás Zetti Santosba távozásával viszont első számú kapussá lépett elő.
A kapu előtti határozottságát támadó szellemű, érdekes, sokszor csatárokat megszégyenítő gólszerző képességével egészítette ki az évek folyamán, melynek köszönhetően csapatának szabadrúgás-specialistájává lépett elő. São Pauloban kapusként már 127 találatot jegyzett, mellyel Ő a világ legeredményesebb hálóőre. Emellett még három rekordot birtokol a nemzetközi labdarúgásban, hiszen, mint csapatának leghűségesebb tagja, tétmérkőzésen már 1197 alkalommal szerepelt, melyeken több, mint 700 alkalommal a csapatkapitányi tisztséget is betöltötte. 2014. október 27-én a Goiás elleni mérkőzésen pedig Ryan Giggs egy klubban szerzett legtöbb győzelmi rekordját adta át a múltnak.

#### A válogatottban
A brazil válogatott keretének kilenc évig volt tagja. Bár az 1997-es, az 1999-es és a 2001-es konföderációs kupán, valamint a 2002-ben és a 2006-ban megrendezett világbajnokságokon is részt vett, erős konkurenciái (Taffarel, Marcos és Dida) mellett mindössze 16 mérkőzésen viselhette a Seleção mezét.

## Magánélete
Házas, feleségével Sandra Cenivel, két lánygyermeket (Beatriz és Clara) nevelnek.